# راگن هورن
راگن هورن (به لاتین: Roggenhorn) یک کوه در سوئیس است که در کانتون گراوبوندن واقع شده‌است. راگن هورن ۲٬۸۹۱ متر بالاتر از سطح دریا واقع شده‌است.